# Ileana Sonnabend
Ileana Sonnabend (ur. jako Ileana Schapira 29 października 1914 w Bukareszcie, zm. 21 października 2007 w Nowym Jorku) – amerykańska marszandka pochodzenia rumuńskiego.

## Życiorys
Ileana Schapira była córką bogatego rumuńskiego przemysłowca żydowskiego pochodzenia Michaiła Schapira oraz jego żony Marianne. Jej rodzice rozwiedli się, a matka wyszła za mąż za Johna Grahama, malarza pochodzenia rosyjskiego.
Kiedy miała 17 lat, poznała Leo Castelliego, który przyjechał do Bukaresztu, aby pracować w banku. Pobrali się w 1933 roku, a dwa lata później wyjechali do Paryża, gdzie zaczęli obracać się w kręgu surrealistów.
W 1939 roku, dzięki wsparciu finansowemu teścia, Leo Castelli, wraz ze swoim przyjacielem, architektem i dekoratorem wnętrz René Drouinem, otworzył na Place Vendôme, galerię sztuki specjalizującą się w malarstwie surrealistycznym oraz sztuce użytkowej. Po wybuchu II wojny światowej małżeństwo Castelli musiało opuścić Europę i wyjechało do Nowego Jorku, w czym wspomagał je ojciec Ileany. Pozostawiona w rękach wspólnika galeria funkcjonowała jako Galerie René Drouin.
W Nowym Jorku Ileana Castelli uczęszczała na wykłady na Uniwersytecie Columbia, na których poznała naukowca amatora Michaela Sonnabenda. W 1959 roku rozwiodła się z Castellim, a następnie wyszła za Sonnabenda i wraz z nim wyjechała do Rzymu, a potem do Paryża. W 1962 roku otworzyli na ulicy Quai des Grands-Augustins galerię, w której zaprezentowali prace Jaspera Johnsa. Otworzyli też drugą galerię na Rue Mazarine. Na wystawach organizowanych W swoich galeriach wprowadzili na rynek europejski przedstawicieli amerykańskiego pop-artu i minimalizmu, m.in. Andy’ego Warhola i Roya Lichtensteina, a także Jima Dine, Jamesa Rosenquista, Claesa Oldenburga, George’a Segala, Donalda Judda i Roberta Morrisa.
Galeria w Paryżu funkcjonowała do 1980 roku, choć w 1971 otworzyła kolejną galerię w nowojorskim SoHo, nazwaną Sonnabend Gallery. Prezentowała tam prace zarówno artystów amerykańskich (m.in. Mel Bochner, Barry Le Va, William Wegman, Vito Acconci oraz John Baldessari), jak europejskich (Jannis Kounellis, Mario Merz, Gilberto Zorio, Boyd Webb oraz Bernd i Hilla Becher). W galerii odbył się performance Vito Acconciego, zatytułowany Seedbed, w którym artysta masturbował się pod rampą, po której chodzili widzowie, a wydawane przez niego dźwięki były emitowane przez głośniki.
Ileana Sonnabend przyjaźniła się ze swoim byłym mężem Leo Castellim, prowadzącym swoją galerię w pobliżu. Często spotykali się i konsultowali. W latach 80. XX w Sonnabend Gallery miały miejsce nowojorskie debiuty niemieckich artystów, m.in. A. R. Pencka, Jörga Immendorffa, czy Georga Baselitza. Wystawiano tam też prace artystów z nurtu neo-geometrycznego konceptualizmu (neogeo) takich jak Ashley Bickerton, Peter Halley czy Jeff Koons, a także malarzy Carrolla Dunhama i Terry’ego Wintersa.
W 2000 roku zamknęła swoje dotychczasowe galeria, i wraz z adoptowanym synem Antonio Homemem otworzyła nową w Chelsea.
Zmarła w 2007 roku, w swoim domu na Manhattanie, po kilkumiesięcznej chorobie.